# Jonas Pfetzing
Jonas Pfetzing est un guitariste allemand, né le 2 avril 1981 à Lich (Allemagne). 

## Biographie
Il commence la guitare avec son père vers l'àge de 8 ans, qui vouait une admiration particulière au groupe Dire Straits. Il passe son baccalauréat en 2000. Lui, Simon Triebel et Dedi Herde ont été les membres fondateurs du groupe Sunnyglade, plus tard connu sous le nom de Juli.